# الگوریتم گذرواژه یکبارمصرف بر اساس زمان
گذرواژه‌هایی که بر اساس رمزنگاری متقارن و زمان ایجاد می‌شوند و مدت زمان محدودی اعتبار دارند. Time-based One Time Password یا به‌طور مخفف TOTP همان گذرواژه‌های یکبار مصرف هستند که گاهی با آنها مواجه بوده‌اید. حساب‌های ایمیل (گوگل و مایکروسافت و …) سخت‌افزارهای بانکی، پیامکهای رمز، یکبار مصرف و … معمولاً از این روش استفاده می‌کنند. بهترین دلیل استفاده از این رمز عبورها افزایش امنیت کاربران اینترنت است. گرچه به تنهایی امنیت بالایی ندارند اما وقتی با موارد امنیتی دیگر ترکیب شوند امنیت تا چند برابر افزایش پیدا می‌کند. یکی از بهترین موقعیت‌هایی که می‌توان از TOTP استفاده کرد صفحات ورود مدیریت در نرم‌افزارهای مختلف است. در بهترین حالت می‌توان از طریق پیامک بدون به اشتراک گذاشتن کلید مشترک از گذرواژههای یکبار مصرف استفاده کرد که در این حالت امنیت بسیار بیشتر خواهد بود چرا که کلید اصلی فقط در اختیار سرویس دهنده است و می‌تواند این کلید را در هر بار ایجاد رمز یکبار مصرف، تغییر داده و کلید جدیدی ایجاد نماید. اما در حالت عادی یک کلید مشترک بایستی بین سرویس دهنده و سرویس گیرنده مبادله شود که برای ایجاد گذرواژه‌ها از این کلید استفاده خواهد شد.